# Capaya
Capaya – miasto w Wenezueli, w stanie Miranda.